# Жанна д’Арк (вертолётоносец)
Тип «Жанна д’Арк» (фр. Jeanne d’Arc) — французский крейсер-вертолётоносец или многоцелевой вертолётоносец. Был спроектирован в конце 1950-х годов и предназначался прежде всего для обеспечения противолодочной обороны, будучи также способен выполнять функции десантного вертолётоносца. В мирное время «Жанна д’Арк» использовался в качестве учебного корабля для подготовки кадетов, будучи способен в военное время после незначительных переделок использоваться в качестве боевого корабля. За всю свою историю «Жанна д’Арк» совершил более 35 учебных походов, однако никогда не принимал участие в реальных боевых действиях. В 2000-е годы корабль неоднократно использовался в гуманитарных миссиях по оказанию помощи жертвам стихийных бедствий в Африке и Юго-Восточной Азии. В связи со значительным возрастом корабля и растущими расходами на его содержание, вывод «Жанны д’Арк» из состава ВМС Франции был запланирован приблизительно на 2010 год. 27 мая после возвращения из своего последнего плавания, был вскоре списан 7 июня 2010 года.